# Двойченко, Владимир Аврамович
Влади́мир Авра́мович (Аврамиевич) Дво́йченко (1882—1943 или 1944) — русский офицер, герой Первой мировой войны, участник Белого движения на Юге России.

## Биография
Православный. Сын потомственного почетного гражданина. Уроженец Таврической губернии. Старший брат геолога Пётра Абрамович Двойченко.
Общее образование получил в Московском университете. Добровольцем участвовал в русско-японской войне. В 1909 году окончил Елисаветградское кавалерийское училище по 1-му разряду, откуда выпущен был корнетом в Крымский конный полк. В 1912 году был произведен в поручики.
В 1914 году — младший офицер в 6-м эскадроне Крымского конного полка, с которым и вступил в Первую мировую войну. Пожалован Георгиевским оружием
За то, что с 8-го по 21-е декабря 1914 года произвел ряд смелых, сопряженных с опасностью для жизни разведок, в районе Нейденбурга и Янова, которые дали возможность дивизиону, отрезанному от своих наступлением целой неприятельской кавалерийской дивизии, присоединиться к своим почти без потерь, а в ночь с 21-го на 22-е декабря произвел внезапное нападение на д. Гржебек, откуда две роты и один эскадрон противника поспешно отступили.
Произведен в штабс-ротмистры 16 марта 1916 года со старшинством с 19 октября 1915. 1 января 1917 года переведен в резерв чинов при штабе Одесского военного округа с зачислением по армейской кавалерии.
С началом Гражданской войны, в феврале 1918 года вступил в отряд полковника М. Г. Дроздовского, формирующийся на Румынском фронте. Участвовал в походе Яссы — Дон в должности командира 2-го эскадрона Конного дивизиона. Осенью 1919 года — командир Таврического конного дивизиона в Вооруженных силах Юга России, полковник. В ноябре 1920 года эвакуировался из Крыма в составе Русской армии Врангеля. Галлиполиец.
С 1937 года участвовал добровольцем в Гражданской войне в Испании на стороне Франко. Служил в терсио Наварра (фронт Бадахос). Получил звание сержанта. За храбрость был произведен в альферес и награждён за выдающиеся боевые заслуги Военной медалью. По состоянию на 1941 год проживал в Сан-Себастьяне. С нападением Германии на СССР, принял участие в небольшой антисоветской демонстрации 25 июня, вместе со своим племянником Владимиром Ивановичем Ковалевским и соратником Александром Бибиковым. В солидном возрасте Двойченко оказался одним из трёх русских эмигрантов, которые не вступили в Голубую дивизию (вторым был генерал Николай Шинкаренко, третьим полковник Николай Болтин). Остался в Сан-Себастьяне и занимал антигитлеровскую позицию, хотя и соратников, поступивших в дивизию переводчиками, не осуждал. В годы войны занимался начальной военной подготовкой молодых испанцев. Однажды фалангистское начальство потребовало от него отдать нацистское приветствие, на что он ответил отказом, подчеркнув, что служит Испании и готов произносить её лозунги, а не гитлеровские; попытка давления окончилась ничем. Скончался в 1943 или 1944.

## Семья
Жена — Ефросинья Михайловна Двойченко-Маркова (1901—1980), литературовед. Их сын Дмитрий (1921—2005), американский историк, переводчик на Нюрнбергском процессе.

## Награды
- Орден Святого Станислава 3-й ст. с мечами и бантом (ВП 31.03.1915)
- Георгиевское оружие (ВП 21.05.1915)
- Орден Святого Станислава 2-й ст. с мечами (ПАФ 4.04.1917)
- Орден Святого Владимира 4-й ст. с мечами и бантом (ПАФ 13.06.1917)
- серебряная медаль «За храбрость» (1905)